# Crni Lug (miasto Vranje)
Crni Lug (cyr. Црни Луг) – wieś w Serbii, w okręgu pczyńskim, w mieście Vranje. W 2011 roku liczyła 245 mieszkańców.